# Rumble Roses
Rumble Roses (ランブルローズ?) è un videogioco di wrestling femminile del 2004, sviluppato da Yuke's Future Media Creators e pubblicato da Konami in esclusiva per PlayStation 2.
Nel 2006 ne è stato pubblicato un sequel, Rumble Roses XX, disponibile solo su Xbox 360. A differenza del suo predecessore è tuttavia privo di una trama.

## Modalità di gioco
Rumble Roses presenta un roster composto da dieci personaggi femminili, i quali possiedono sia una personalità buona (face) che una malvagia (heel), per un totale di venti. La maggior parte dei personaggi incomincia come face, mentre tre personaggi (Bloody Shadow, Candy Cane, Evil Rose) iniziano il gioco come heel. Le varianti alternative vengono sbloccate terminando con successo la modalità storia o tramite il VOW System, un sistema che valuta lo stile di lotta di un personaggio in base alle mosse eseguite sul ring.
I giocatori possono combattere match singoli o nel fango. Ci sono anche una Modalità Storia e un'opzione che consente di guardare un match fra due lottatrici controllate dal CPU.

## Personaggi

### Aigle
Personalità alternativa: Killer Khan
Aigle appartiene ad una minoranza nomade che vive nelle pianure della Mongolia. Dotata di notevole esplosività atletica, ha deciso di partecipare al Rumble Roses per convincere il padre ed il fratello, ex campioni di sumo, che anche lei potrà diventare una grande guerriera in futuro. Ha un conto in sospeso con Makoto Aihara, con la quale ha combattuto numerosi incontri in passato.

### Aisha
Personalità alternativa: Sista-A
Aisha è una stella dell'industria musicale e dello spettacolo, dove ha conquistato tutti i Grammy Awards disponibili. Dotata di una voce celestiale e movenze sensuali, decide di partecipare al Rumble Roses per sconfiggere la sua rivale Dixie Clemets. Nonostante sia la diva più importante nel mondo dello spettacolo, nutre un forte senso di rivalsa nei confronti di Dixie Clements, probabilmente perché più famosa di lei.

### Anesthesia
Personalità alternativa: Dr. Cutter
Anesthesia è una misteriosa infermiera che ricopre il ruolo di assistente di Lady X, un cyborg sperimentale con avanzate tecniche di combattimento che è a capo di un'organizzazione segreta. Dotata di una voluttuosa bellezza latina, decide di partecipare al Rumble Roses poiché vede Dixie Clemets e Reiko Hinomoto come potenziali cavie per i suoi esperimenti.

### Benikage
Personalità alternativa: Yasha
Benikage è una ninja che lavora sotto copertura per il governo giapponese per raccogliere informazioni sul Rumble Roses. Membro dell'unità denominata otugumi, il suo nome in codice è Bloody Shadow (in italiano Ombra insaguinata).

### Candy Cane
Personalità alternativa: Becky
Candy è lo pseudonimo di Rebecca Welsh, la frontwoman di una band punk femminile, i The Killer Bambies. La società la considerà una reietta e una vagabonda, ma in realtà è una persona pura di cuore. Si è iscritta al Rumble Roses per vincere il premio in denaro e salvare l'orfanotrofio dove è cresciuta. È stata inseguita da Miss Spencer, anche lei iscritta al torneo che intende riportarla a scuola. In uno scontro con Makoto Aihara, le due alla fine diventeranno amiche.

### Dixie Clemets
Personalità alternativa: Sgt. Clemets
Dixie è l'unica figlia di un importante proprietario di ranch texano. Dixie si occupa del ranch di famiglia oltre a lavorare nell'ufficio dello sceriffo. Anche se decisa e candida, come le tipiche donne texane è amichevole e socievole. Dixie vince regolarmente rodei a cui partecipa sin da quando ha 12 anni ed è stata recentemente eletta la ragazza più desiderabile di tutto il Texas. Ha deciso di mettersi alla prova nel torneo Rumble Roses quando ha scoperto che la figlia del suo idolo, la leggendaria wrestler Kamikaze Rose, avrebbe partecipato alla competizione.

### Evil Rose
Personalità alternativa: Noble Rose
Misteriosa lottatrice mascherata nota per la sua durezza in combattimento. Le origini di Evil Rose sono inizialmente avvolte nel mistero. Ha riflessi e agilità fuori da comune, e sfrutta tali caratteristiche per torturare l'avversario. Per un motivo inspiegabile, appare sempre quando Reiko si trova nei guai. Verso la fine Evile Rose, si rivela essere la sorella maggiore di Reiko scomparsa tempo addietro: Fujiko (pronunciato dalla stessa Reiko non appena la risconosce) catturata da Anesthesia che alterò la sua mente per poterla rendere senza volontà e poterla controllare. Il motivo di tale controllo sembra essere un tatuaggio di un serpente a due teste che Evil Rose ha sul seno. Rivedendo la sorella minore Reiko nel torneo inizia a combattere il suo condizionamento mentale riuscendo infine a liberarsi. Reiko è felice di avere ritrovato sua sorella, ma Evil Rose fa perdere le sue tracce lasciando solo la sua maschera. Molto probabilmente per fare ritorno a casa oh per inseguire Anesthesia per potersi vendicare.

### Makoto Aihara
Personalità alternativa: Black Belt Demon
Giovanissima campionessa di Judo, Makoto è attualmente medaglia d'oro, nella classe 50 kg. È una delle atlete più forti al mondo nella sua disciplina, e vuole vendicare la sconfitta subita in gioventù per mano di Aigle, e che ha deciso di partecipare al Rumble Roses quando ha scoperto che Aigle vi partecipava. Alla fine dello scontro nessuna delle due serba rancore per l'altra rimanendo buone amiche. Ammira molto Reiko definendola una delle avversarie più forti che abbia conosciuto. Alla fine della storia diventa amica di Candy Cane.

### Miss Spencer
Personalità alternativa: Mistress Spencer
Miss Spencer è una insegnante di storia dall'aspetto affascinante. Ha deciso di partecipare a Rumble Roses per riportare a scuola la sua studentessa più ribelle, Rebecca Welsh (Candy Cane). Quando frequentava ancora la scuola come studentessa, partecipò ai wrestling scolastici salendo in prima classifica chiarendo così le sue grandi doti da lottatrice, benché da tempo si fosse ritirata. Scoprendo in seguito che la sua studentessa Candy voleva vincere il torneo per ottenere il premio in denaro per salvare l'orfanotrofio in cui è cresciuta, comprende infine il suo animo sincero. Miss Spencer promette che proteggerà Candy dai pericoli e di vincere il premio per lei. Candy comprende infine quanto Miss Spencer tenesse a lei.

### Reiko Hinomoto
Personalità alternativa: Rowdy Reiko
Reiko è stata cresciuta e addestrata all'arte del wrestling sin dalla gioventù da sua madre, una famosa lottatrice: Kamikaze Rose. A Reiko è stato detto che sua madre è morta in un incidente avvenuto durante un incontro 10 anni fa mentre si trovava a combattere negli USA. La sorella più anziana di tre anni, con cui Reiko è cresciuta, è partita per gli USA in cerca di vendetta all'età di 18 e da allora non si hanno più sue notizie. Studentessa e prima in classifica nella federazione del wrestling del Japan Women's Physical ed College, lavora part time nel mondo delle corse per mantenersi. Un giorno Reiko ha trovato una pubblicità riguardo al torneo Rumble Roses Championishp e nella speranza di trovare sua sorella ha deciso di parteciparvi. Stringe una forte amicizia con Dixie diventando grandi amiche. Affrontando Evil Rose, Reiko intuisce che essa sia la sua sorella maggiore scomparsa anni fa.

## Sviluppo
Il gioco utilizza lo stesso motore grafico di WWE SmackDown! Here Comes the Pain (2003), anch'esso sviluppato da Yuke's Future Media Creators.
Il modello 3D di ogni personaggio è composto da oltre 10000 poligoni.

## Colonna sonora
Le musiche d'ingresso di molte lottatrici sono prese dalla serie di videogiochi Dance Dance Revolution, anch'essa pubblicata da Konami.